# Brudna plamistość jabłek

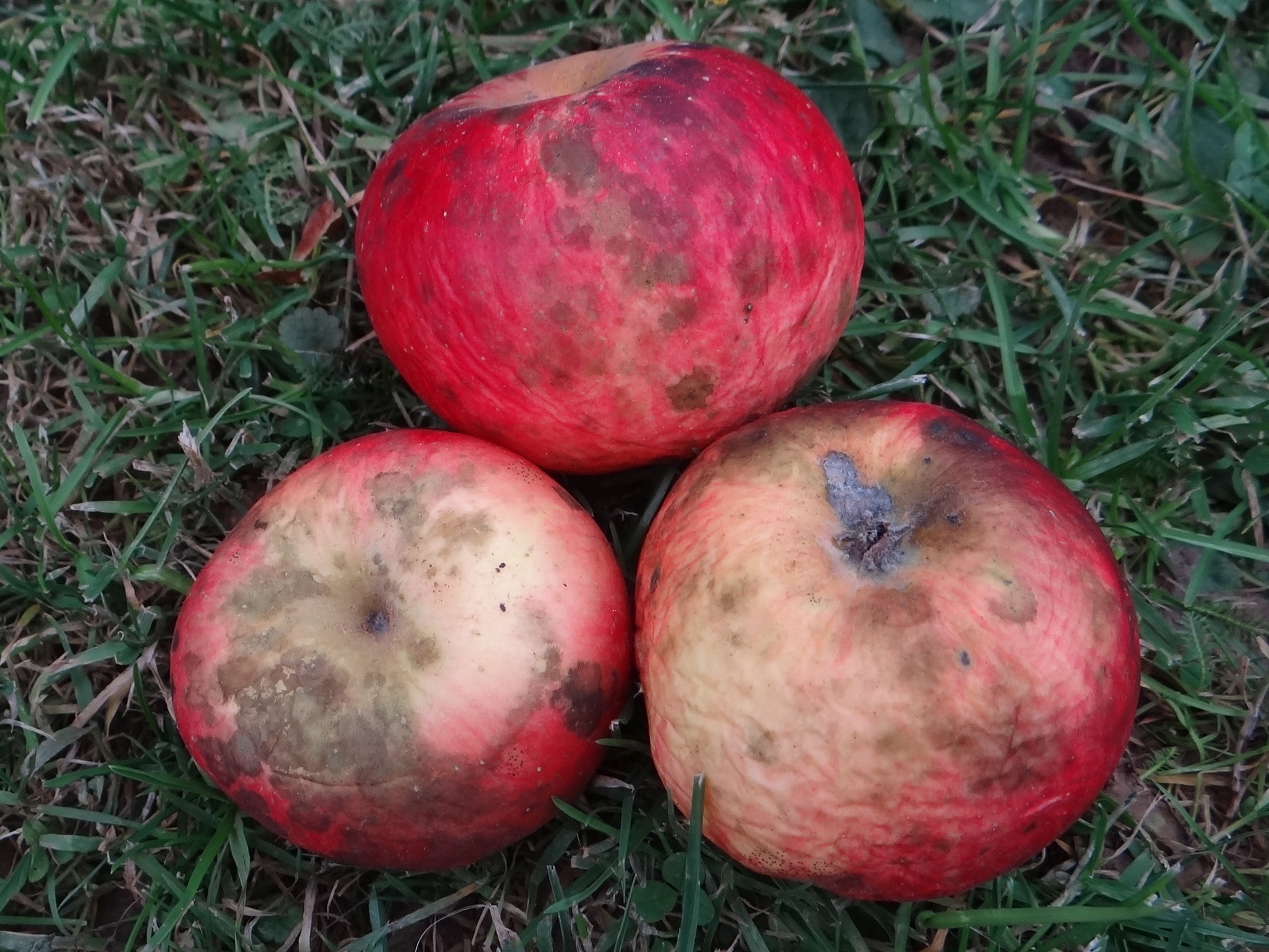

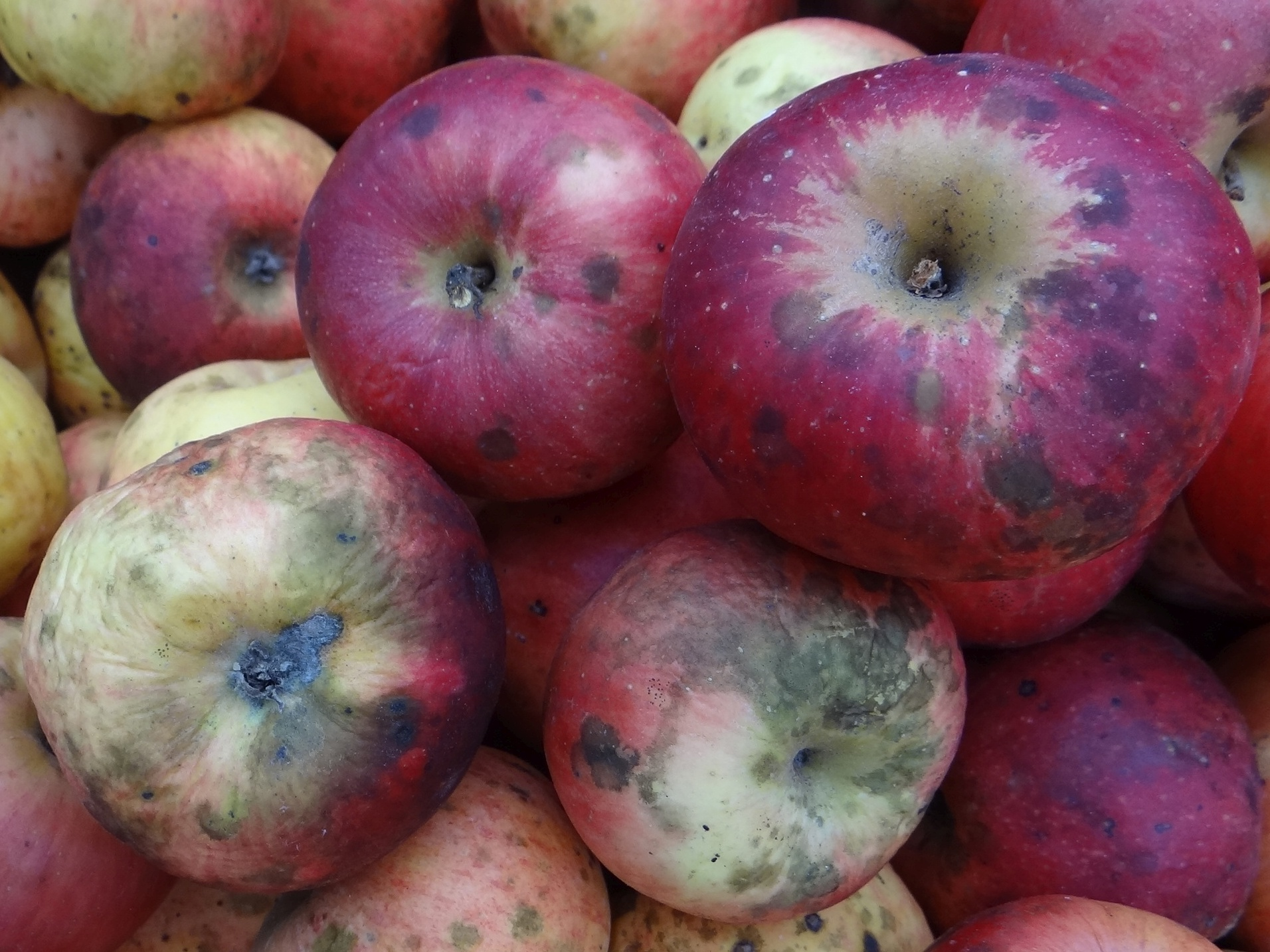

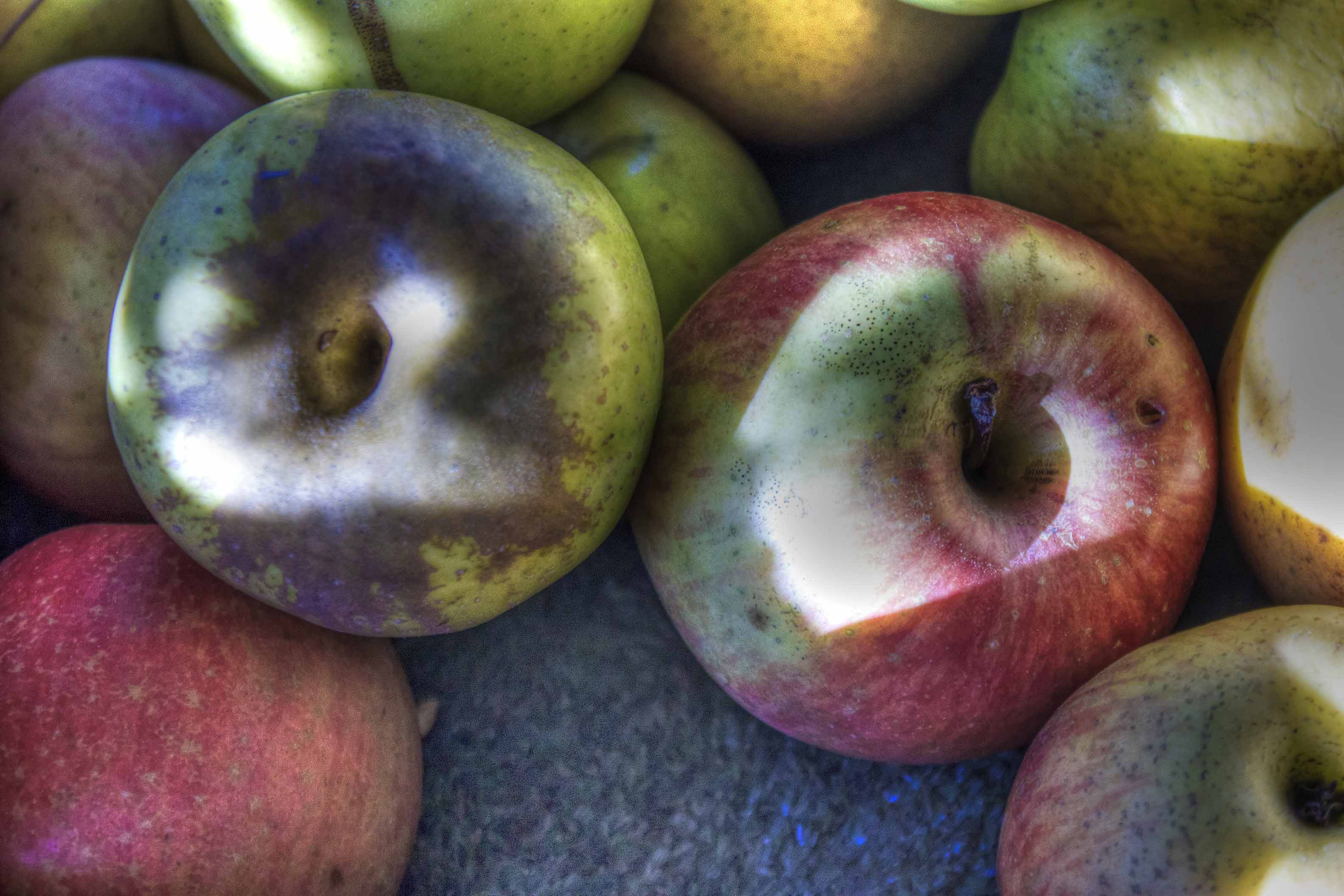

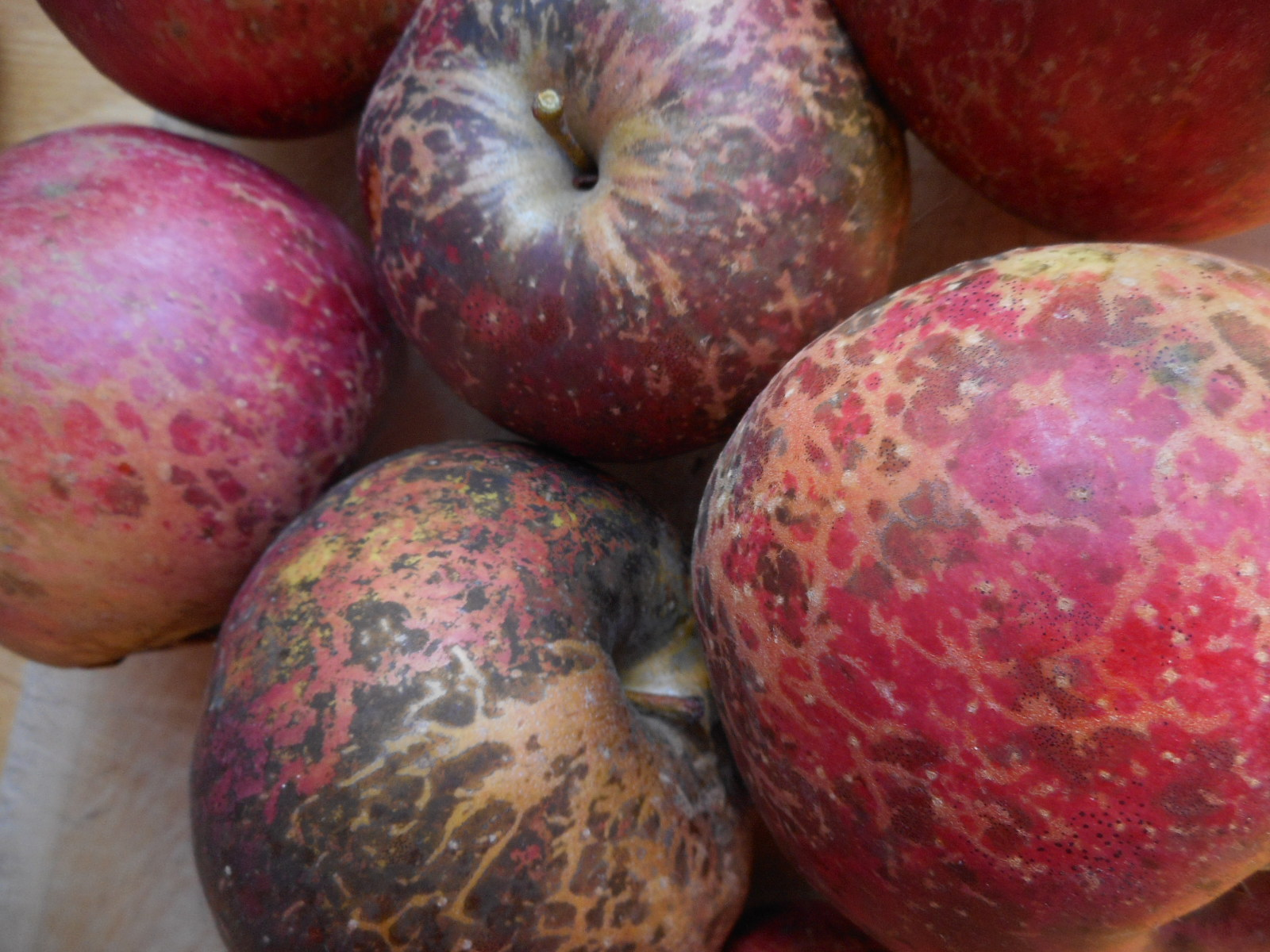

Brudna plamistość jabłek, zwana też brudną plamistością jabłek i gruszek – choroba jabłek i gruszek charakteryzująca się występowaniem na nich ciemnoszarych plam. Choroba ta szczególnie dobrze rozwija się w niechronionych chemicznie sadach ekologicznych. Czasami występuje razem z kropkowaną plamistością jabłek.

## Występowanie i szkodliwość
Choroba jest na świecie szeroko rozprzestrzeniona. W USA oprócz jabłek występuje również na gruszkach, jeżynach, brzoskwiniach, malinach, owocach cytrusowych, a także na pędach niektórych dziko rosnących drzew i krzewów (np. na wiązach, dębach i klonach). W Polsce występuje głównie w sadach przydomowych na jabłkach, rzadziej na gruszkach. W sadach towarowych występuje rzadko, pojawia się tylko w tych, które nie stosują pełnej ochrony chemicznej. Jest problemem w sadach uprawiających odmiany jabłoni odporne na parcha jabłoni, gdyż w sadach tych zabiegi chemiczne wykonuje się dużo rzadziej. Brudna plamistość jabłek poraża także te odmiany jabłek, które odporne są na parcha.
Choroba nie powoduje zmniejszenia plonu, zmniejsza jednak przydatność owoców do spożycia. Grzybnia rozwija się tylko na powierzchni skórki i nie wnika do wnętrza owoców, są one więc przydatne do spożycia po obraniu ze skórki. Jednak wymagania konsumentów sprawiają, że owoce takie tracą wartość handlową, brudna plamistość powoduje więc straty ekonomiczne producentów. W niektórych stanach USA nie jest już możliwa uprawa jabłoni bez stosowania specjalnych zabiegów chemicznych zwalczających brudną plamistość. Również w polskich sadach produkcyjnych można się spodziewać, że choroba ta będzie stanowić coraz większy problem.

## Objawy
Na jabłkach, jeszcze w trakcie ich wzrostu na drzewie pojawiają się ciemnoszare plamy, czasami tylko na jednej stronie owocu. Plamy te mogą łączyć się z sobą. Zazwyczaj pierwsze plamy powstają wokół przyszypułkowego zagłębienia jabłek, potem czasami rozprzestrzeniają się w postaci smug. Czasami objawy chorobowe pojawiają się późno, dopiero podczas przechowywania owoców. Plamy bardziej widoczne są na jasnych owocach. Występującą na nich grzybnię można zetrzeć, ale skórka pod plamą będzie odbarwiona.

## Epidemiologia
Początkowo sądzono, że brudną plamistość jabłek wywołuje Gloeodes pomigena. Przeprowadzone w Katedrze Ochrony Roślin Akademii Rolniczej w Krakowie badania wykazały, że patogenami wywołującymi tę chorobę są 3 gatunki grzybów: Tripospermum myrti, Cyphellophora sessilis i Peltaster fructicola. Dr Ewa Mirzwa-Mróz w 2015 r. w Samodzielnym Zakładzie Fitopatologii SGGW w Warszawie stwierdziła natomiast obecność gatunków Peltaster fructicola, nieoznaczonego gatunku z rodzaju Peltaster, Cyphelophorara sessilis, Microcyclospora malicola, Microcyclospora pomicola i Microcyclosporella mali. Największy udział w powstawaniu tej choroby miał gatunek Microcyclosporella mali – występował aż w 90,4% wyizolowanych próbkach.
Nie został jeszcze dokładniej zbadany rozwój grzybów wywołujących tę chorobę. Sprawę komplikuje także fakt, że wywołuje ją wiele gatunków grzybów, przy czym nie wszystkie z nich zostały rozpoznane. Grzyby te występują także na pędach jabłoni, gruszy oraz niektórych dziko rosnących roślin. Obserwowano je na wierzbach, sumaku, borówce i innych. Na ich pędach zimuje grzybnia patogenów. Wiosną wytwarzane przez nią zarodniki są źródłem infekcji pierwotnej. Największą rolę w ich rozprzestrzenianiu odgrywa deszcz i wiatr.
Ponieważ patogeny tej choroby rozwijają się tylko na powierzchni kutykuli owoców, decydujące znaczenie w nasileniu choroby ma pogoda. Przy długotrwałych opadach deszczu znacznie wzrasta ilość i wielkość plam na owocach.

## Ochrona
Ogranicza się rozwój choroby poprzez unikanie nadmiernego zagęszczenia konarów. Sprzyja to lepszej wentylacji i szybszemu wysychaniu powierzchni owoców. Jeżeli w sadzie prowadzona jest systemowa ochrona chemiczna przed innymi chorobami grzybowymi, wówczas nie jest konieczne przeprowadzanie specjalnych zabiegów do zwalczania brudnej plamistości owoców.
Różne odmiany jabłoni wykazują różną podatność na tę chorobę. Najbardziej podatne są odmiany o zielonej skórce, zwłaszcza 'Golden Delicious'. Dużą odporność wykazują odmiany z grupy ‘Jonagolda’. Wśród odmian odpornych na parcha najbardziej podatne na brudną plamistość są 'Novamac' i 'Sir Prize'.